# Georgisch-osttimoresische Beziehungen
Die georgisch-osttimoresische Beziehungen beschreiben das zwischenstaatliche Verhältnis von Georgien und Osttimor.

## Geschichte
Georgien und Osttimor nahmen am 22. Dezember 2011 diplomatische Beziehungen auf.
2015 besuchte Sofia Borges, die Ständige Vertreterin Osttimors bei den Vereinten Nationen, als Teil einer UN-Delegation die Demarkationslinie zu Südossetien beim Dorf Khurvaleti (Munizipalität Gori).

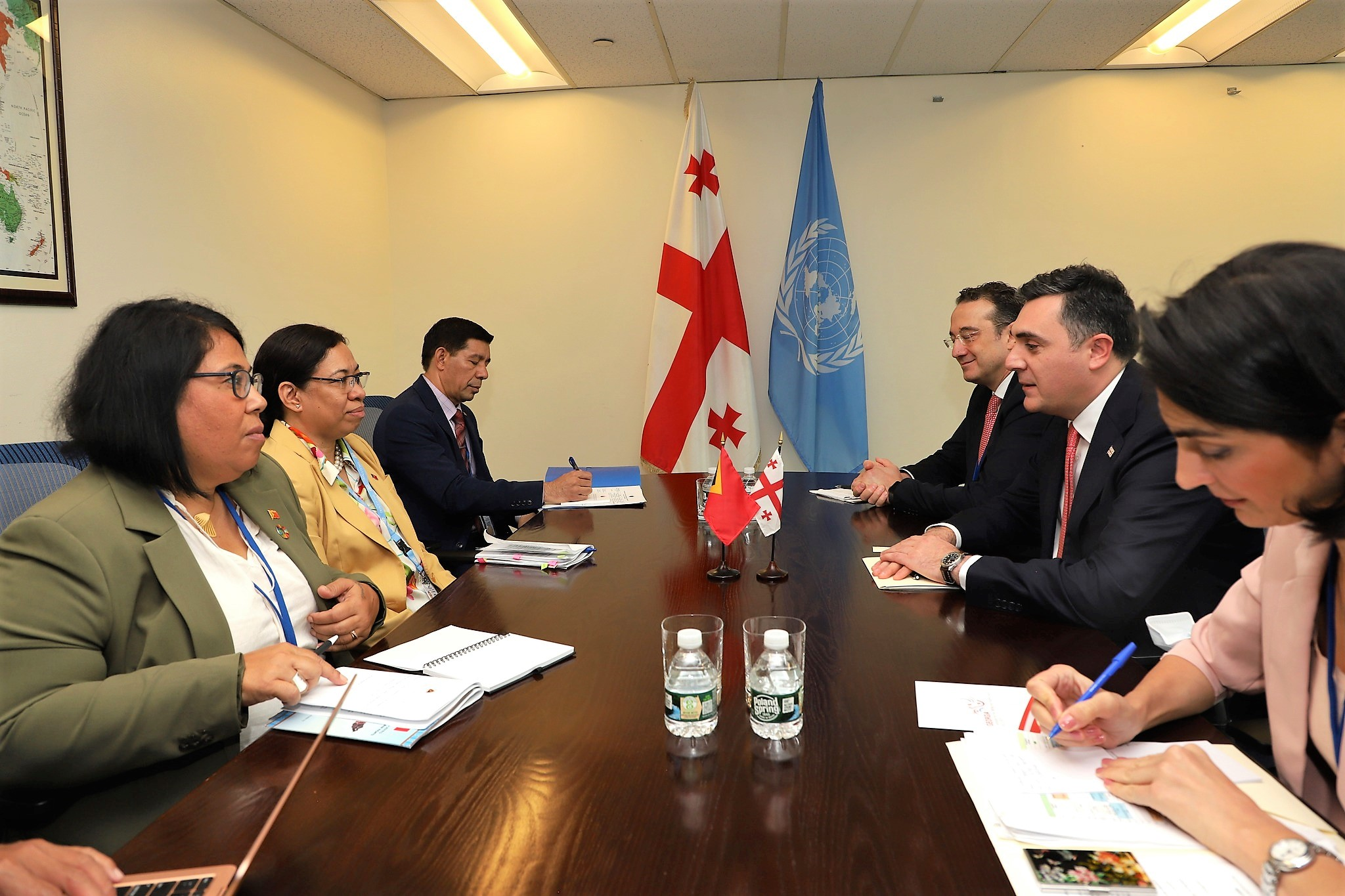
Treffen der Außenminister Magno und Darchiashvili in New York (2022)

Georgien hat seit 2014 einen Beobachterstatus bei der Gemeinschaft der Portugiesischsprachigen Länder (CPLP), der Osttimor angehört. Im Rahmen einer Konferenz der Staatsoberhäupter der CPLP traf der stellvertretende Außenminister Georgiens David Zalkaliani in Brasília auch auf Hernâni Coelho, dem Außenminister Osttimors. 2022 trafen sich in New York bei den Vereinten Nationen die Außenminister Adaljíza Magno und Ilia Darchiashvili zum Meinungsaustausch.

## Diplomatie
Weder hat Georgien eine Botschaft in Osttimor, noch Osttimor eine diplomatische Vertretung in Georgien. Der georgische Botschafter im indonesischen Jakarta ist auch für Osttimor akkreditiert.

## Wirtschaft
Für 2018 gibt das Statistische Amt Osttimors keine Handelsbeziehungen zwischen Osttimor und Georgien an.

## Einreisebestimmungen
Osttimoresen können mit einem Online-Visum nach Georgien einreisen. Georgier benötigen ein Visum bei der Einreise nach Osttimor.